# La Maná (kanton)

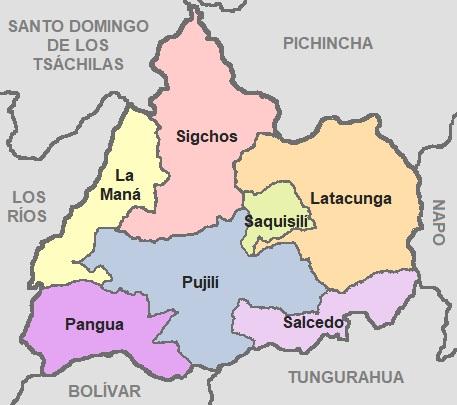
Kantons van de provincie Cotopaxi

La Maná is een kanton in de provincie Cotopaxi in Ecuador. Het kanton telde 32.115 inwoners in 2001.
Hoofdplaats van het kanton is La Maná.